# 安福县旅游快速通道
安福县旅游快速通道是江西省吉安市安福县的一条连接多个景区的快速公路。全长约长84.43公里，计划投资总额约为22.5亿元。

## 规划
路线采用一级公路和二级公路标准。起点位于竹江乡，途经枫田镇、瓜畲乡、工业园区、横龙镇、严田镇、泰山乡，安福武功山、羊狮幕等景区。全线共分四段建设，计划2020年建成通车。
一期工程：泰山安下—武功山景区。总投资额约为3亿元，全长9.841公里，设计时速40Km/h，路基宽14m，采用二级公路标准，建设总工期为18个月。